# Мэнахан, Джордж
Джордж Мэнахан (англ. George Manahan; род. 1952, Атланта) — американский дирижёр.

## Биография
В юности был клавишником в местной рок-группе. Окончил Манхэттенскую школу музыки как пианист, затем там же изучал дирижирование под руководством Антона Копполы и Джорджа Шика. По завершении образования в 1976 году был зачислен в её преподавательский состав и в настоящее время заведует её оркестровой программой. Дебютировал как оперный дирижёр в Опере Санта-Фе, поставив американскую премьеру одноактной оперы Арнольда Шёнберга «С сегодня на завтра», и продолжает сотрудничать с этой оперной сценой. В течение 1980-х гг. работал в Центре американской оперы при Джульярдской школе. В 1987—1998 гг. возглавлял Ричмондский симфонический оркестр, одновременно в 1988—1997 гг. был главным дирижёром Миннесотской оперы. В 1996 г. занял пост музыкального руководителя Нью-Йоркской городской оперы, на котором оставался до 2011 года, когда, вследствие значительных трудностей в организационно-финансовой деятельности компании, должность была упразднена; телевизионная трансляция оперы Джакомо Пуччини «Мадам Баттерфляй» под управлением Мэнахана в 2007 году получила премию «Эмми». В 2010 г. возглавил Оркестр американских композиторов.
Мэнахан известен своим интересом к новейшему репертуару, в том числе к сочинениям на границах академической музыки и других музыкальных языков. Так, в 2009 году в Карнеги-холле под руководством Мэнахана сочинения Лоры Карпман «Спроси у своей мамы» с участием оперной певицы Джесси Норман, джазовой певицы Кассандры Уилсон и хип-хоп группы The Roots. Среди мировых премьер, прошедших под управлением Мэнахана, — оперы Ханса Вернера Хенце «Английская кошка» и Чарльза Вуоринена «Гарун и Море историй».
В 2012 году удостоен Премии Дитсона.